# Hakim Traïdia
Hakim Traïdia (Besbes, 27 juli 1956) is een Nederlands-Algerijns theaterartiest en mimespeler, die bij het grote publiek met name bekend is door zijn rol in Sesamstraat.

## Biografie
Traïdia werd geboren in het Algerijnse dorp Besbes. Hij volgde een theater- en pantomimeopleiding in Frankrijk en later ook in Nederland, waar hij in 1979 naartoe kwam. Aanvankelijk vertoonde hij zijn kunsten vooral op het Amsterdamse Leidseplein. Midden jaren 80 werd Traïdia ontdekt door Willibrord Frequin die hem vervolgens voorstelde aan Aart Staartjes. Staartjes introduceerde Traïdia in Sesamstraat, waardoor hij nationaal doorbrak.
Naast Sesamstraat doet Traïdia ook televisie- en theateroptredens, vertelt hij verhalen en schrijft hij boeken. Zijn gave om verhalen te vertellen ontwikkelde zich in zijn jeugd. Hij groeide op in een wereld zonder televisie, waarin het vertellen van verhalen een belangrijke rol speelde. Zijn vader en vooral zijn oom Achmed waren vertellers. Om deze verhalen niet te vergeten schreef Traïdia ze op, en in 1996 verschenen ze in boekvorm als de bundel De zandkroon. Dit boek, dat hij samen met zijn broer Karim en compagnon Martien van Vuure maakte, werd in 1997 bekroond met een Vlag en Wimpel van de Griffeljury. In 2001 verscheen de opvolger, Sindbad de pizzabezorger, dat hij opnieuw samen met Martien van Vuure maakte. Het boek is gebaseerd op hun voorstelling Sindbad de zeevaarder.
In 2006 startte de NTR het multiculturele televisieprogramma Vals plat. Vanaf het begin gaat Traïdia daarin op straat confrontaties aan met het publiek om reactie te krijgen op tal van onderwerpen en belicht daarin de multiculturele samenleving. Hij had voorts een hoofdrol in de film Pizza Maffia (2011) van regisseur Tim Oliehoek. In de videoclip Maskerman (2014) van Stef Bos speelde Traïdia wederom een hoofdrol. Het nummer Maskerman komt van het album Mooie waanzinnige wereld. 
Tussen oktober 2020 en oktober 2021 is Traïdia te zien als het personage Sami El Amrani in de RTL 4-soap Goede tijden, slechte tijden.

## Cabaret
Traïdia's eerste cabaretprogramma heette Mohamlet. Van september tot en met december 2006 stond hij in de theaters met zijn show Kauwgom. Vanaf januari 2007 speelde Traïdia in de door hemzelf geschreven musical Ali Baba, de musical en in 2008 stond hij in het theater met het programma Achmed van Oranje, waarin hij een originele blik geeft op de multiculturele samenleving. In 2012/2013 kwam hij met de voorstelling Circus Hakim.
In 2005 realiseerde hij in samenwerking met ETV.nl het project Gewoon. Hoezo gewoon?, waarin allochtonen op een ludieke manier de Nederlandse gebruiken worden aangeleerd.

## Privé
Hakim Traïdia is vader van twee zonen en een dochter. Hij ontmoette zijn eerste Nederlandse vrouw in Parijs in de jaren 70.